# Angiolo Profeti
Angiolo Profeti (ur. 23 maja 1918 w Castelfiorentino, zm. 28 kwietnia 1981 w Ferrarze) – włoski lekkoatleta, specjalizujący się w pchnięciu kulą.

## Kariera

### Igrzyska olimpijskie
W 1952 wystąpił na igrzyskach olimpijskich, na których zajął 12. miejsce w pchnięciu kulą z wynikiem 14,74 m uzyskanym w trzecim rzucie.

### Mistrzostwa Europy
W 1950 został wicemistrzem Europy w pchnięciu kulą z wynikiem 15,16 m. Ponadto w 1938 zajął w tej konkurencji 7. miejsce.

### Igrzyska śródziemnomorskie
W 1949 został złotym medalistą nieoficjalnych igrzysk śródziemnomorskich w pchnięciu kulą z wynikiem 14,29 m i rzucie dyskiem z wynikiem 42,14 m, a w 1951 został srebrnym medalistą w pchnięciu kulą z wynikiem 15,02 m.

### Mistrzostwa Włoch
W latach 1938–1942 i 1945-1954 zostawał mistrzem Włoch w pchnięciu kulą, a w 1940 zwyciężył także w rzucie dyskiem.

### Rekordy życiowe
Jego rekord życiowy w pchnięciu kulą wynosi 15,425 m. Wynik ten uzyskał w 1952 roku.

### Przynależność klubowa
Reprezentował klub Giglio Rosso Florencja.